# 巴斯蒂安·赛布特
巴斯蒂安·赛布特（德語：Bastian Seibt，1978年3月19日—），德国男子赛艇运动员。他曾代表德国参加世界赛艇锦标赛，获得三枚金牌和一枚铜牌。他也曾参加2008年和2012年夏季奥运会。